# Joji Kato
Joji Kato (Japans: 加藤条治 Katō Jōji) (Yamagata, 6 februari 1985) is een Japans langebaanschaatser en specialist op de 500 meter.
Joji Kato werd gezien als de opvolger van Hiroyasu Shimizu, de beste Japanse sprinter ooit. In 2005 werd Kato reeds op 20-jarige leeftijd wereldkampioen op de 500 meter tijdens het WK Afstanden in Inzell. Eind 2005 scherpte de Japanner het wereldrecord op de 500 meter aan tot 34,30.
Joji Kato begon op jonge leeftijd als shorttracker. Tijdens zijn middelbareschooltijd maakte hij de overstap naar het langebaanschaatsen.

## Records

### Persoonlijke records
| Afstand    | Tijd    | Datum           | Baan           |
| ---------- | ------- | --------------- | -------------- |
| 500 meter  | 34,21   | 26 januari 2013 | Salt Lake City |
| 1000 meter | 1.08,68 | 29 januari 2012 | Calgary        |
| 1500 meter | 1.57,38 | 31 oktober 2004 | Nagano         |
| 3000 meter | 4.05,51 | 6 augustus 2005 | Salt Lake City |

### Wereldrecords
| Nr.  | Afstand              | Tijd  | Datum            | Baan           |
| ---- | -------------------- | ----- | ---------------- | -------------- |
| jr1. | 500 meter (junioren) | 34,88 | 11 januari 2003  | Salt Lake City |
| jr2. | 500 meter (junioren) | 34,75 | 13 december 2003 | Salt Lake City |
| 1.   | 500 meter            | 34,30 | 17 november 2005 | Salt Lake City |

## Resultaten

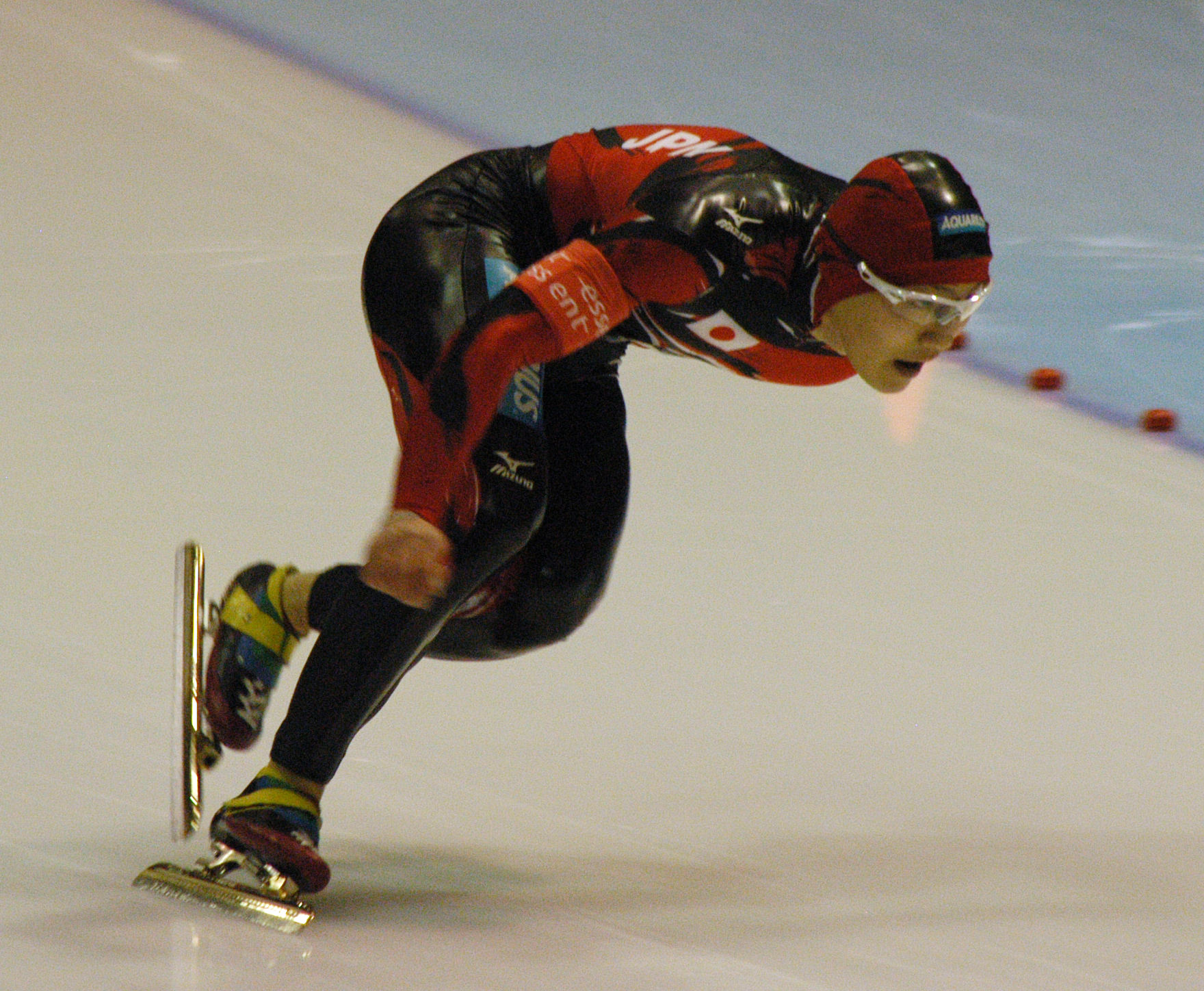
Kato (2008)

| Jaar | Olympische Spelen | WK Afstanden | WK Sprint | Aziatische Spelen | Wereldbeker               |
| ---- | ----------------- | ------------ | --------- | ----------------- | ------------------------- |
| 2003 |                   | 12e 500m     |           | 500m              | 500m · 24e 1000m          |
| 2004 |                   | 15e 500m     |           |                   | 100m · 8e 500m            |
| 2005 |                   | 500m         | 9e        |                   | 4e 100m · 500m · 34 1000m |
| 2006 | 6e 500m           |              | 28e       |                   | 6e 500m                   |
| 2007 |                   | 6e 500m      |           | 4e 500m           | 4e 100m 9e 500m           |
| 2008 |                   | 500m         |           |                   | 100m · 7e 500m            |
| 2009 |                   | 12e 500m     |           |                   | 7e 100m 6e 500m           |
| 2010 | 500m              |              |           |                   | 9e 500m                   |
| 2011 |                   | 500m         |           | 500m              | 500m                      |
| 2012 |                   | 4e 500m      | 8e        |                   | 5e 500m                   |
| 2013 |                   | 500m         | 22e       |                   | 500m                      |
| 2014 | 5e 500m           |              |           |                   | 12e 500m                  |
|      |                   |              |           |                   |                           |
| 2016 |                   |              |           |                   | 22e 500m                  |
| 2017 |                   | 8e 500m      |           |                   | 0p 500m                   |
| 2018 | 6e 500m           |              |           |                   | 30e 500m                  |

### Medaillespiegel
| Kampioenschap     | Goud · | Zilver · | Brons · |
| ----------------- | ------ | -------- | ------- |
| Aziatische Spelen | 1      | 0        | 1       |
| Olympische Spelen | 0      | 0        | 1       |
| WK Afstanden      | 1      | 2        | 1       |